# Els altres dos
Els altres dos (títol original en anglès: The Other Guys) és una pel·lícula estatunidenca estrenada de 2010, dirigida per Adam McKay i protagonitzada per Will Ferrell i Mark Wahlberg.

## Argument
Els detectius del departament de policia de Nova York, P.K. Highsmith (Samuel L. Jackson) i Christopher Danson (Dwayne Johnson) són els policies més competents i més valorats de tota la ciutat. Amb ells hi treballen uns altres dos detectius, Allen Gamble (Will Ferrell) i Terry Hoitz (Mark Wahlberg).
Finalment en Gamble i en Hoitz troben un cas del qual cap altre agent vol saber-ne res, i podria convertir-se en un dels crims més importants de la ciutat de Nova York. Tots dos tracten de recuperar el prestigi perdut.

## Repartiment
| - Will Ferrell: Detectiu Allen "Gator" Gamble - Mark Wahlberg: Detectiu Terry Hoitz - Eva Mendes: Dr. Sheila Ramos Gamble - Michael Keaton: Capità Gene Mauch - Steve Coogan: Sir David Ershon - Ray Stevenson: Roger Wesley - Samuel L. Jackson: Detectiu P.K. Highsmith - Dwayne Johnson: Detectiu Christopher Danson - Lindsay Sloane: Francine - Natalie Zea: Christinith - Rob Riggle: Detectiu Evan Martin - Damon Wayans, Jr.: Detectiu Fosse | Cameos - Brooke Shields: ella mateixa - Rosie Perez: ella mateixa - Derek Jeter: ell mateix - Ice-T: narrador (no surt als crèdits) - Anne Heche: Pamela Boardman - Josef Sommer: D.A. Louis Radford - Tracy Morgan: ell mateix |